# Parkway Drive
Parkway Drive so metalcore skupina iz Avstralije. Znani so postali zlasti po mednarodni turneji Taste Of Chaos.

## Diskografija
- Don't close your eyes EP (2004)
- Killing with a smile (2005)
- Horizons (2007)
- Deep Blue (2010)
- Atlas (2012)
- Ire (2015)